# La Meignanne
La Meignanne é uma ex-comuna francesa na região administrativa da Pays de la Loire, no departamento de Maine-et-Loire. Estendeu-se por uma área de 23,39 km². Em 2010 a comuna tinha 2 129 habitantes (densidade: 91 hab./km²).
Em 1 de janeiro de 2016 foi fundida com as comunas de La Membrolle-sur-Longuenée, Le Plessis-Macé e Pruillé para a criação da nova comuna de Longuenée-en-Anjou.